# Gunhild Godenzi
Gunhild Godenzi (* 1974 in Essen) ist eine deutsche Rechtswissenschaftlerin und Hochschullehrerin an der Universität Zürich.

## Leben
Godenzi studierte Rechtswissenschaften an der Universität Düsseldorf, wo sie 2000 ihr Erstes Juristisches Staatsexamen ablegte. Dem schloss sie ein Ergänzungsstudium im Wirtschaftsstrafrecht an der Universität Osnabrück, das sie 2002 mit dem Titel Master of Laws (LL.M.) abschloss. Anschließend absolvierte sie im Bezirk des Oberlandesgerichts Köln ihr Referendariat, welches sie 2004 mit dem Zweiten Staatsexamen beendete. Ab 2004 arbeitete Godenzi als wissenschaftliche Assistentin von Wolfgang Wohlers an der Universität Zürich, wo sie 2008 zur Dr. iur. promovierte.
Anschließend war Godenzi als Chefredakteurin der Schweizer Zeitschrift forumpoenale und bei der Staatsanwaltschaft des Kantons Zug tätig. Ab 2009 arbeitete sie als Oberassistierende an ihrer 2015 abgeschlossenen Habilitation und erhielt die Venia legendi für Strafrecht und Strafprozessrecht. Ebenfalls 2015 trat sie als Rechtsanwältin in eine Zürcher Anwaltskanzlei ein, für die sie seit 2016 als Konsulentin tätig ist. Seit 2016 ist sie Professorin für Straf- und Strafprozessrecht an der Universität Zürich.

## Veröffentlichungen (Auswahl)
Godenzis Forschungs- und Publikationsschwerpunkte liegen vor allem im deutschen und schweizerischen Strafrecht und dem deutschen und schweizerischen Strafprozessrecht.
- Private Beweisbeschaffung im Strafprozess. Eine Studie zu strafprozessualen Beweisverboten im schweizerischen und deutschen Recht. Schulthess, Zürich 2008, ISBN 978-3-7255-5616-8 (Dissertation).
- mit Wolfgang Wohlers: Die Knabenbeschneidung – ein Problem des Strafrechts? Dike, Zürich/St. Gallen 2014, ISBN 978-3-03751-608-9.
- Strafbare Beteiligung am kriminellen Kollektiv. Eine Explikation von Zurechnungsstrukturen der Banden-, Organisations- und Vereinigungsdelikte. Stämpfli, Bern 2015, ISBN 978-3-7272-3181-0 (Habilitationsschrift).